# Sint-Pieterskerk (Bonningues-lès-Calais)
De kerk van Sint-Pieter (Saint-Pierre) bevindt zich in Bonningues-lès-Calais in het departement Pas-de-Calais .
Rond 1110 wordt er melding gemaakt van een kerk wanneer haar rechten worden afgestaan door Adèle de Selvesse, een van de oprichters van Ardres, aan haar oom Frameric (Milon), de eerste bisschop van Terwaan .
Het oudste deel van het huidige gebouw is het koor dat dateert uit de 12e eeuw. De kerk werd in 1619 herbouwd in romaanse stijl. De klokkentoren die in 1946 instortte, werd herbouwd en het dak werd hersteld.
De klok dateert uit 1528  .
In 2001 werd een restauratiecampagne ondernomen (koor en avant-koor, gootmuren, gewelven, externe toegang tot de klokkentoren, consolidatie van het belfort, analyse van het altaarstuk, schip, balk van glorie en glas-in-loodramen)  .